# Атанас Хрисимов
 Тази статия е за свещеника от Старчища.  За просветния деец от Мусомища вижте Атанас Хрисимов (учител).  
Хаджи поп Атанас Хрисимов е български свещеник, общественик и участник в църковно-националните борби на българите в Източна Македония.

## Биография
Атанас Хрисимов е роден около 1820 година в неврокопското село Старчища, тогава в Османската империя. Пребивава известно време в манастира „Свети Йоан Предтеча“ при Сяр. При повдигането на църковния въпрос се присъединява към борбата и става един от водачите на българите в Източна Македония. През 1865/1866 година участва в състава на депутация в Цариград с искането за назначаване на български владика в Неврокоп. Мисията не постига целите си. Участва в народния събор, проведен през 1869 година в село Гайтаниново, на който се отхвърля върховенството на Цариградската патриаршия. През 1870 година на 2 пъти посещава Цариград като представител на българите в Неврокопско. В 1873 – 1876 г. Хрисимов е председател на българската община в Неврокоп. Поддържа тесни контакти със Стефан Веркович. Многократно е преследван и затварян от патриаршисткото духовенство и османските власти.
През 1876 година наред с други изявени българи е хвърлен в затворите в Неврокоп и Сяр, от където е освободен. Заплашен от заточение, напуска родния си край. Той участва в Кресненско-Разложкото въстание. По-късно служи като свещеник в Дупнишко и другаде. Изпада в голяма бедност.
Хрисимов почива в София през 1889 година.
През 1932 година Ангел Даскалов пише за него:
| „ | Той беше един селски свещеник, надарен със силна воля, голяма енергия и рядък хумор, който от най-критическите моменти в живота създаваше елементи на комизъм и с това облекчаваше положението, претъпявайки остротата на настъпилата криза и поддържайки борческия дух. | “ |